# Klaus Bittner
Klaus Bittner, nemški veslač, * 23. oktober 1938, Görlitz.
Bittner je za Nemčijo nastopil na Poletnih olimpijskih igrah 1960 v Rimu in na Poletnih olimpijskih igrah 1964 v Tokiu.
V Rimu je z osmercem osvojil zlato medaljo, leta 1964 pa je v istem čolnu osvojil srebro.